# 二乗
仏教における二乗（にじょう）とは、以下の3つを指す。本項目では1番目について解説する。
1. 声聞乗（しょうもんじょう、Śrāvakayāna）と縁覚乗（えんがくじょう、Pratyekayāna）の二つ。
2. 一乗以外の「第二の乗り物」の意。
3. 大乗と小乗仏教の二つ。

## 語の由来
「乗」とは、サンスクリットで道や行路を意味するヤーナ（梵: यान yāna）の漢訳で、乗り物という意味。仏の教えは衆生を迷いの此岸から悟りの彼岸へと乗せて運ぶ乗り物であるという考えから、仏の教法を乗といった。

## 大乗仏教における扱い
声聞と縁覚の二乗は現世に対する執着を断った聖者（阿羅漢）ではあるが、現実逃避的・自己中心的であり利他の行を忘れたものとして大乗仏教からは小乗と称された。直接に小乗と名指しで非難されたのは、西北インドに勢力を有した説一切有部や犢子部（とくしぶ）などのいくつかの部派であったらしい。

### 大智度論
『大智度論』では、小乗と呼ばれた彼らは大願も大慈大悲もなく、一切の功徳も求めようとせず、ただ老病死の苦から脱することのみを求めるとされている。

### 法華経
法華経では、二乗の者も本来菩薩であるという開会の立場をとり、二乗成仏を説く。